# Macrotes netrata
Macrotes netrata är en fjärilsart som beskrevs av Fabricius 1781. Macrotes netrata ingår i släktet Macrotes och familjen mätare. Inga underarter finns listade i Catalogue of Life.